# King Tubby Meets the Upsetter at the Grass Roots of Dub
King Tubby Meets the Upsetter at the Grass Roots of Dub est album en commun des deux grands roi du dub King Tubby et Lee Scratch Perry.

## Liste des titres
| 1. | Blood Of Africa |  |
| 2. | African Roots   |  |
| 3. | Rain Roots      |  |
| 4. | Wood Roots      |  |
| 5. | Luke Lane Rock  |  |

| 1. | People From The Grass Roots               |  |
| 2. | Crime Wave                                |  |
| 3. | No Justice For The Poor                   |  |
| 4. | 300 Years At The Grass Roots              |  |
| 5. | King Tubby & The Upsetter at Spanish Town |  |